# Therizinosaurus
Therizinosaurus („Ještěr s kosou“, podle jeho dlouhých drápů na předních končetinách) byl rod největšího dnes známého terizinosaurida, vědecky popsaný ruským/sovětským paleontologem Jevgenijem Malejevem v roce 1954 na základě zkamenělin z mongolské pouště Gobi (souvrství Nemegt). Tento velký teropod žil v období pozdní křídy, asi před 66,7 milionu let.

## Popis a rozměry
Terizinosauři byli poměrně zavalití, po dvou se pohybující dinosauři s relativně malými hlavami, dlouhými krky a krátkými ocasy. Jejich zadní končetiny i trup byly mohutné, přední končetiny extrémně dlouhé (na poměry teropodů). Dospělý jedinec terizinosaura byl obří teropod, který dorůstal délky přes 9,6 metru a hmotnosti přes 5 tun (čímž patřil dokonce k největším známým teropodům vůbec). Podle jiných odhadů mohla hmotnost dospělých therizinosaurů dosáhnout až zhruba 7800 kilogramů.
Tento neobvykle vyhlížející teropodní  dinosaurus s velkými drápy (až přes 1 metr) a pažemi dlouhými asi 2,4 až 3,5 metru (podobně jako u rodu Deinocheirus) žil v době asi před 70 miliony let (v období svrchní křídy) na území dnešního Mongolska. Je pravděpodobné, že i Therizinosaurus byl na částech těla opeřený, stejně jako jeho blízký (ale geologicky podstatně starší) příbuzný Beipiaosaurus inexpectus.

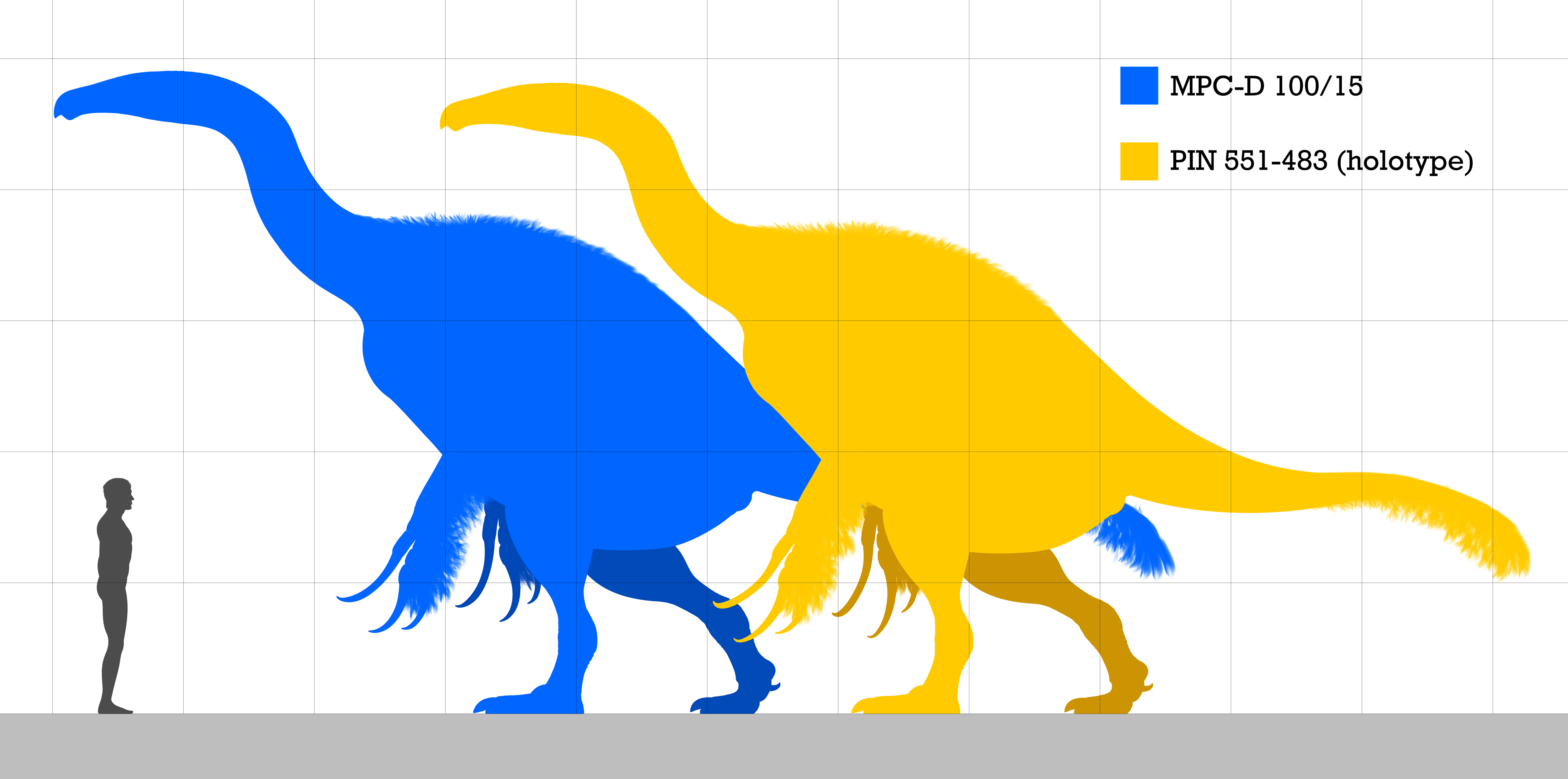
Porovnání velikosti terizinosaura a člověka.

## Paleobiologie
Charakteristické byly extrémně dlouhé drápy terizinosaura. Ačkoliv jejich dochovaná fosilní část měřila "jen" kolem 71 centimetrů, u živého zvířete mohly být spolu s keratinovou vrstvou i přes 1 metr dlouhé. Terizinosaurus je pravděpodobně používal k obstarávání potravy (strhávání listí ze stromů, odlupování kůry, rozhrabávání termitišť?) a zároveň i na obranu před svými nepřáteli (velkými teropody, jako byl tyranosaurid Tarbosaurus).
Jaký tělesný pach tento teropod za svého života vydával, už se nejspíš nikdy nedozvíme, protože ve fosilním záznamu se molekuly pachů nezachovávají. Existuje ale hypotetická možnost, že bychom podobnou informaci mohli získat analýzou velmi dobře dochovaných vzorků fosilií v budoucnosti.

## Systematika
Therizinosaurus dal jméno celému kladu (infratřídě), nadčeledi i čeledi teropodních dinosaurů. Patřil nepochybně k vývojově nejvyspělejším zástupcům této skupiny a mezi jemu blízce příbuzné zástupce patřily například rody Paralitherizinosaurus, Suzhousaurus, Erlikosaurus a Segnosaurus. Vzdálenější příbuzný rodu Therizinosaurus byl také severoamerický rod Nothronychus.